# 대한민국 상법 제235조
대한민국 상법 제235조는 합병의 효력에 대한 상법 회사법의 조문이다.

## 조문
제235조 (합병의 효과) 합병후 존속한 회사 또는 합병으로 인하여 설립된 회사는 합병으로 인하여 소멸된 회사의 권리의무를 승계한다.

第235條 (合倂의 效果) 合倂後 存續한 會社 또는 合倂으로 因하여 設立된 會社는 合倂으로 因하여 消滅된 會社의 權利義務를 承繼한다.

## 판례
- 회사합병이 있는 경우에는 피합병회사의 권리의무는 사법상의 관계나 공법상의 관계를 불문하고 그 성질상 이전을 허용하지 않는 것을 제외하고는 모두 합병으로 인하여 존속한 회사에서 승계된다[1]
- 합병으로 소멸한 법인이 양벌규정에 따라 부담하던 형사임이 합병 후 존속회사에 승계되지 않는다[2]

## 참고 문헌
- 이기수 최병규 조지현, 회사법(상법강의2 제9판 2012), 박영사, ISBN 978-89-6454-748-9.

## 같이 보기
- 합병